# Tobia Scarpa
Tobia Scarpa (Venècia, Itàlia, 1935) és un arquitecte italià.
Va estudiar amb Afra Bianchin (Montebelluna, Itàlia, 1937) a l'Istituto Universitario di Architettura de Venècia.
Gairebé des dels seus inicis treballen en col·laboració. El seu primer treball com a dissenyadors industrials el van realitzar per a l'empresa de vidre de murano Venini el 1958. El 1960, any que obren el seu propi estudi, dissenyen mobiliari per a l'empresa Gavina, destacant el sofà Bastiano (1961). El 1962 creen un programa d'identitat corporativa per a Benetton i el 1964 són els arquitectes de la fàbrica d'aquesta companyia. Els seus dissenys se centren principalment en el mobiliari, la i el parament de la llar, i han treballat per empreses com B&B Itàlia, Knoll, Flos o Cassina. El 1980 comencen a treballar amb empreses espanyoles com mobles Casas per a qui dissenyen la cadira Veronica (1986). La seva obra ha estat fruit de diverses exposicions i pertany a les col·leccions d'importants museus. Han estat guardonats amb nombrosos premis. Entre els seus dissenys cal destacar la cadira Àfrica (1975) o el llum Papillon (1973).